# Matāʻutu
Mata Utu (uvejsky Matāʻutu) je hlavní a přístavní město francouzského teritoria Wallis a Futuna. Leží na ostrově Wallis v oblasti Hahake, jejíž je též hlavním městem. Má 1 191 obyvatel (2003).
V centru města se nachází římskokatolická katedrála (diecéze Wallis a Futuna), která je zároveň francouzskou národní památkou. V blízkosti města se nachází palác krále Uvey (jednoho ze tří království, do kterých je ostrovní země rozdělena) a dvě významné archeologické lokality Talietumu a Tonga Toto.